# Barcelinhos

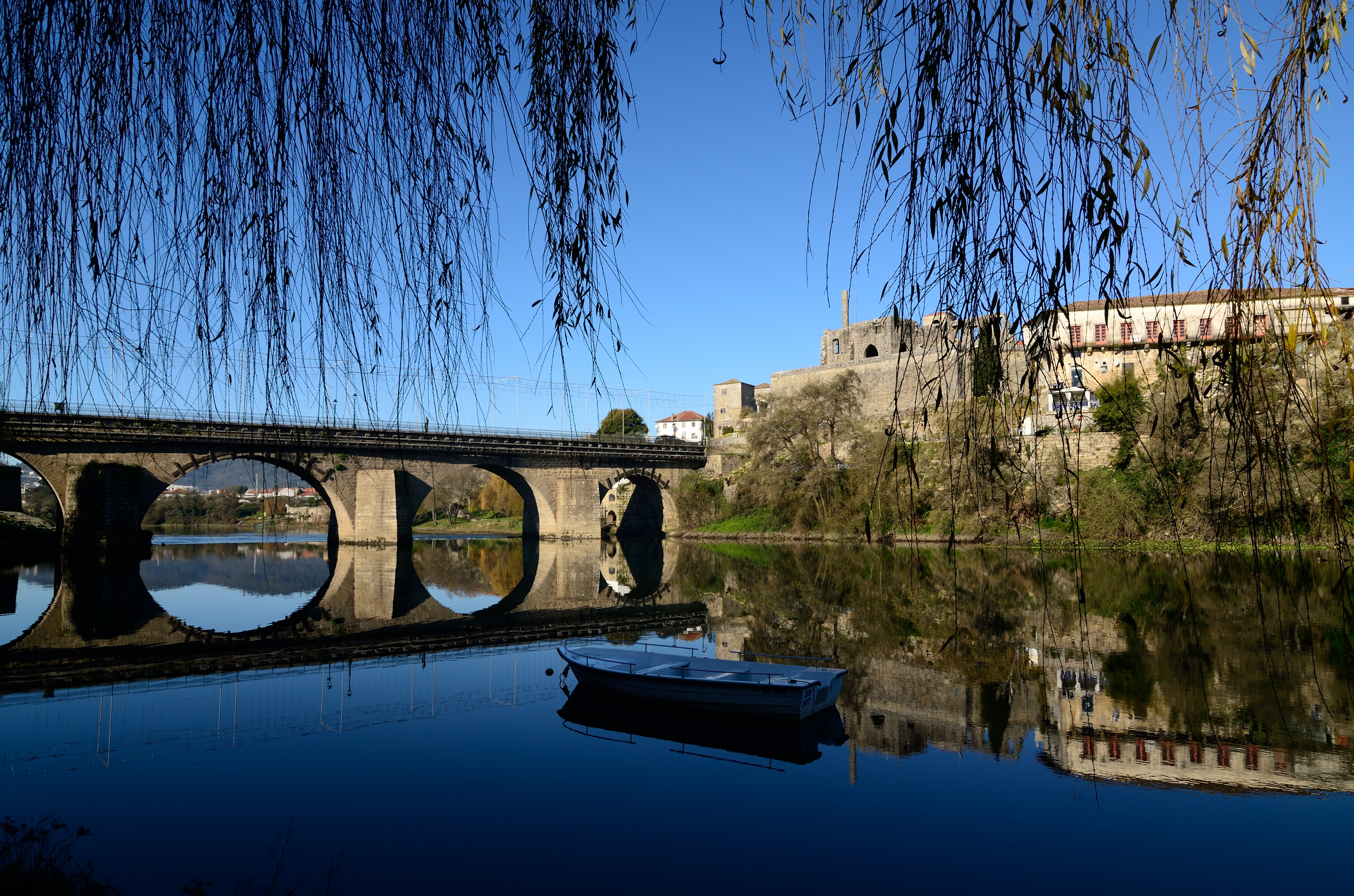
Ponte que liga Barcelinhos a Barcelos

Barcelinhos é uma localidade portuguesa sede da Freguesia de Barcelinhos do Município de Barcelos, freguesia com 2,76 km² de área e 1869 habitantes (censo de 2021), tendo, por isso, uma densidade populacional de 677,2 hab./km².

## Demografia
A população registada nos censos foi:
| Distribuição da População por Grupos Etários | Distribuição da População por Grupos Etários | Distribuição da População por Grupos Etários | Distribuição da População por Grupos Etários | Distribuição da População por Grupos Etários |
| -------------------------------------------- | -------------------------------------------- | -------------------------------------------- | -------------------------------------------- | -------------------------------------------- |
| Ano                                          | 0-14 Anos                                    | 15-24 Anos                                   | 25-64 Anos                                   | > 65 Anos                                    |
| 2001                                         | 282                                          | 297                                          | 1049                                         | 271                                          |
| 2011                                         | 243                                          | 193                                          | 1000                                         | 345                                          |
| 2021                                         | 260                                          | 186                                          | 1030                                         | 393                                          |

## Património
- Casa de Santo António de Vessadas
- Capela de Nossa Senhora da Ponte
- Fonte de Ninães
- Igreja Paroquial
- Fontanário do Tanque
- Casa do Tanque
- Capela de Santo António
- Capela de São Brás
- Capela de São João

## Personalidades ilustres
- Barão de Barcelinhos e Visconde de Barcelinhos
- Visconde de Santo António de Vessadas

## Política

### Eleições autárquicas
| Data | %       | V       | %     | V  | %       | V       | %     | V   | %       | V       | %       | V       |
| Data | CDS-PP  | CDS-PP  | PS    | PS | PPD/PSD | PPD/PSD | IND   | IND | APU/CDU | APU/CDU | PSD-CDS | PSD-CDS |
| ---- | ------- | ------- | ----- | -- | ------- | ------- | ----- | --- | ------- | ------- | ------- | ------- |
| 1976 | 32,12   | 3       | 30,07 | 3  | 19,93   | 2       | 15,57 | 1   |         |         |         |         |
| 1979 | 53,83   | 7       | 27,65 | 4  |         |         |       |     | 16,30   | 2       |         |         |
| 1982 | 27,72   | 4       | 32,70 | 5  | 25,50   | 3       | 10,80 | 1   |         |         |         |         |
| 1985 | 19,37   | 2       | 39,82 | 4  | 30,26   | 3       |       |     |         |         |         |         |
| 1989 | 21,67   | 2       | 47,52 | 5  | 22,85   | 2       | 5,36  | -   |         |         |         |         |
| 1993 | 36,48   | 4       | 15,90 | 1  |         |         | 33,20 | 3   | 10,21   | 1       |         |         |
| 1997 |         |         | 33,23 | 3  | 56,72   | 6       |       |     | 5,18    | -       |         |         |
| 2001 | 33,83   | 3       | 52,02 | 5  | 8,94    | 1       |       |     |         |         |         |         |
| 2005 | 42,50   | 4       | 39,07 | 4  | 10,28   | 1       |       |     |         |         |         |         |
| 2009 | 15,66   | 1       | 47,02 | 5  | 28,81   | 3       | 4,72  | -   |         |         |         |         |
| 2013 | PPD/PSD | PPD/PSD | 61,04 | 6  | CDS-PP  | CDS-PP  | 8,90  | 1   | 3,63    | -       | 22,43   | 2       |
| 2017 | PPD/PSD | PPD/PSD | 44,83 | 5  | CDS-PP  | CDS-PP  | 13,62 | 1   | 2,10    | -       | 33,47   | 3       |
| 2021 | PPD/PSD | PPD/PSD | 63,39 | 6  | CDS-PP  | CDS-PP  |       |     | 4,32    | -       | 28,15   | 3       |